# Обер (станція)
48°52′23″ пн. ш. 2°19′44″ сх. д. / 48.873° пн. ш. 2.329° сх. д.
Станція Обер (фр. Gare d'Auber) — станція на лінії RER A у Парижі.
Відкрита 23 листопада 1971, це одна з найбільших склепінчастих станцій метро у світі.
Назва від вулиці Обер, під якою він розташований. Ця вулиця, у свою чергу, названа на честь композитора 19-го століття Даніеля Обера. Повна реконструкція станції була розпочата в 2017 році і має бути завершена в 2022 році.

## Трафік
Графік трафіку потягами RER A:
- 18 поїздів на годину в непікові години протягом тижня
- Від 24 до 30 поїздів на годину в годину пік протягом тижня
- 12 поїздів на годину по суботах і неділях
- 8 поїздів на годину ввечері

## Пересадки
- Гавр — Комартен
  - Лінія 3
  - Лінія 9
- Опера
  - Лінія 3
  - Лінія 7
  - Лінія 8
- Осман — Сен-Лазар
  - RER E
- Сен-Лазар
  - Лінія 3
  - Лінія 12
  - Лінія 13
  - Лінія 14
- Сент-Огюстен
  - Лінія 9
- Автобус: 20, 21, 22, 27, 29, 42, 52, 53, 66, 68, 81, 95, Руассібюс, Опен Тур, N15, N16

## Послуги
| Попередня станція       | Лінія | Лінія     | Лінія | Наступна станція |
| ----------------------- | ----- | --------- | ----- | ---------------- |
| Шарль де Голль — Етуаль |       | RER RER A |       | Шатле — Ле-Аль   |